# Stazione di Farringdon
La stazione di Farringdon è una stazione che si trova a Clerkenwell, nel borgo londinese di Islington.
È servita dai servizi dalla metropolitana di Londra, nonché dai treni suburbani e regionali transitanti lungo il Crossrail, le Widened Lines e la galleria di Snow Hill.

## Storia
La stazione fu aperta il 10 gennaio 1863 come capolinea della Metropolitan Railway, la prima metropolitana al mondo. La stazione, originariamente chiamata Farrindgon Street, era a breve distanza dalla stazione attuale. La linea correva dall'area di Clerkenwell a Paddington, una distanza di circa 6,4 km.
La stazione fu trasferita il 23 dicembre 1865 quando la Metropolitan Railway aprì la stazione di Moorgate. Venne ribattezzata Farringdon & High Holborn il 26 gennaio 1922, quando venne aperto il nuovo edificio dell'architetto Charles Walter Clark, che si affacciava su Cowcross Street, e il nome attuale venne adottato il 21 aprile 1936. La stazione fu costruita insieme a una stazione merci per portare il bestiame a un macello a sud-est per rifornire il mercato di Smithfield.

L'edificio della stazione è un'architettura della metropolitana londinese del primo Novecento insolitamente ben conservata. Conserva infatti indizi dello stile tipico degli edifici della società Metropolitan Railway, come l'insegna di un ufficio pacchi sul muro esterno nonché alcune delle insegne originali (sia il vecchio nome della stazione che il nome della società).

## Movimento
Farringdon è un nodo ferroviario con servizi ferroviari suburbani e regionali del servizio Thameslink, operati da Govia Thameslink Railway, dai servizi ferroviari suburbani dell'Elizabeth Line, operati da London Rail, e dai servizi metropolitani di London Underground (linee Circle, Hammersmith & City e Metropolitan).
La stazione della Elizabeth Line di Farringdon è accessibile anche dalla fermata della London Underground Barbican (linee Circle, Hammersmith & City e Metropolitan), infatti l'ingresso su Long Lane dista 150 mt dalla stazione di Barbican e inoltre c'è un ascensore che dalle banchine di Barbican porta direttamente alle banchine della Elizabeth Line a Farringdon.

## Servizi
La stazione dispone di ascensori, che la rendono quindi accessibile ai portatori di disabilità, e di scale mobili che collegano i vari livelli. Inoltre, l'area dedicata al traffico passeggeri, è dotata di un impianto di videosorveglianza e di altoparlanti per gli annunci sonori di arrivo e partenza treni.
- Bar
- Biglietteria a sportello
- Biglietteria self-service
- Negozi

## Interscambi
Nelle vicinanze della stazione effettuano fermata alcune linee automobilistica urbana, gestite da London Buses.
- Fermata autobus
- Stazione taxi[4]